# 此刻、存在於某處的明滅與群生
《此刻、存在於某處的明滅與群生》（日语：／ Ima, soko ni aru mei-metsu to gunjō ）是日本歌手高橋優的第四張錄音室專輯，由日本華納音樂於2014年8月6日發行。

## 收錄曲目

### CD內容
| 曲序     | 曲目             | 备注                                                         | 时长  |
| -------- | ---------------- | ------------------------------------------------------------ | ----- |
| 1.       | BE RIGHT         | 亦收錄于精選集《高橋優 BEST 2009-2015 “笑容的約束”》。       | 4:28  |
| 2.       | 太陽與花（）     | 高橋優第11張單曲。TBS電視台《愛麗絲之棘》主題曲。            | 4:39  |
| 3.       | 裸的王國（）     |                                                              | 4:14  |
| 4.       | 明日的星（）     | 世紀21物業廣告曲                                             | 5:00  |
| 5.       | WC               |                                                              | 3:15  |
| 6.       | 重複與同一日（） |                                                              | 3:50  |
| 7.       | 眼紅（）         | MBS電視台金曜晚劇場電視劇《深夜食堂 第三季》主題曲。         | 5:15  |
| 8.       | 旅人（）         | 高橋優第10張單曲。電影《東京難民》主題曲。                   | 6:27  |
| 9.       | 犬               |                                                              | 4:39  |
| 10.      | Pioneer（）      | 高橋優第10張單曲。日本電視台綜藝節目《Futtonda》三月片尾曲。 | 4:19  |
| 11.      | 晚安（）         | WOWOWW戲劇《東野圭吾·變身》主題曲。                          | 4:40  |
| 总时长： | 总时长：         | 总时长：                                                     | 50:51 |

## 外部連結
- 專輯列表在高橋優官方網站（日語）
- 《此刻、存在於某處的明滅與群生（限定盤） （页面存档备份，存于）》在日本華納音樂上（日語）
- 《此刻、存在於某處的明滅與群生（通常盤） （页面存档备份，存于）》在日本華納音樂上（日語）
- 豆瓣音乐上《此刻、存在於某處的明滅與群生（限定盤）》的資料 （简体中文）
- 豆瓣音乐上《此刻、存在於某處的明滅與群生（通常盤）》的資料 （简体中文）